# Les Passagers (film, 1971)
Pour les articles homonymes, voir Les Passagers.
Les Passagers est un film algérien réalisé par Annie Tresgot, sorti en 1971.

## Synopsis
L'itinéraire d'un travailleur immigré, entre l'Algérie - où il va épouser la fille que ses parents ont choisie - et la France, où il est confronté à la précarité de l'emploi et aux difficultés de la vie quotidienne.

## Fiche technique
- Titre original : El Ghorba
- Titre français : Les Passagers
- Réalisation : Annie Tresgot
- Commentaire dit par Mohamed Chouikh
- Photographie : Jean-Yves Coic
- Montage : Nadine Fischer
- Production : Centre algérien d'information et de documentation
- Pays d'origine :  Algérie
- Durée : 83 min
- Date de sortie : 
  -  France : mai 1971

## Distribution
- Mohamed Chouikh

## Sélections
- 1971 : Semaine internationale de la critique au Festival de Cannes 1971[1]